# Similosodus bedoci
Similosodus bedoci là một loài bọ cánh cứng trong họ Cerambycidae.